# Líder de esquadrão
Líder de esquadrão (Sqn Ldr na RAF e na PAF; SQNLDR na RAAF e na RNZAF anteriormente às vezes S / L em todas as forças) é uma patente comissionada na Royal Air Force e nas forças aéreas de muitos países que têm influência britânica histórica. Às vezes também é usado como a tradução em inglês de um posto equivalente em países que têm uma estrutura de posto específica da força aérea não inglesa.
Um líder de esquadrão da Força Aérea fica acima de tenente de voo e imediatamente abaixo de comandante de ala e é o mais jovem entre os oficiais superiores. O posto de líder de esquadrão da Força Aérea tem um código de classificação da OTAN OF-3, equivalente a um tenente-comandante da Marinha Real ou um major do Exército Britânico ou da Marinha Real. A categoria equivalente na Women's Auxiliary Air Force, Women's Royal Air Force (até 1968) e Princess Mary's Royal Air Force Nursing Service (até 1980) era "oficial esquadrão".
O líder de esquadrão também tem sido usado como uma nomeação de comando de cavalaria (Reino Unido) e posto (França) desde pelo menos o século XIX. Na Argentina, é usado como uma nomeação de comando tanto pela cavalaria do exército quanto pelas unidades voadoras da Força Aérea. A posição de líder de esquadrão da cavalaria na França também é um OF-4 equivalente a um major, e a nomeação de líder de esquadrão da cavalaria no Reino Unido geralmente corresponde a esta posição também.

## Origens
A classificação se originou na Força Aérea Real Britânica e foi adotada por várias outras forças aéreas que usam, ou usaram, o sistema de classificação RAF.
Em 1º de abril de 1918, a recém-criada RAF adotou seus títulos de oficial do Exército Britânico, com os tenentes-comandantes do Royal Naval Air Service e os majores do Royal Flying Corps tornando-se majores na RAF. Em resposta à proposta de que a RAF deveria usar seus próprios títulos de patente, foi sugerido que a RAF poderia usar as patentes de oficial da Marinha Real, com a palavra "ar" inserida antes do título de patente naval. Por exemplo, o posto que mais tarde se tornou líder de esquadrão seria tenente-comandante da Força Aérea. No entanto, o Almirantado se opôs a esta modificação de seus títulos de classificação. O líder do esquadrão título de posto foi escolhido como esquadrão eram normalmente liderados por majores da RAF e o termo comandante de esquadrão havia sido usado no Royal Naval Air Service. A patente de líder de esquadrão tem sido usada continuamente desde 1º de agosto de 1919.

## Insígnia e bandeira de comando
A insígnia de classificação consiste em uma faixa azul fina em uma faixa preta ligeiramente mais larga entre duas faixas azuis estreitas em faixas pretas um pouco mais largas. Isso é usado nas mangas inferiores da túnica ou nos ombros do traje de voo ou do uniforme casual.

Os líderes de esquadrão são os oficiais de menor patente que podem hastear uma bandeira de comando. A bandeira pode ser representada na aeronave do oficial ou, se o líder do esquadrão estiver no comando, a bandeira pode ser hasteada em um mastro ou exibida em um carro oficial como uma bandeira de carro. Se o líder do esquadrão está no comando de um esquadrão numerado, o número do esquadrão também é mostrado na bandeira.

Insígnia de manga / ombro de líder de esquadrão da RAF
Insígnia de bagunça de manga de líder de esquadrão da RAF
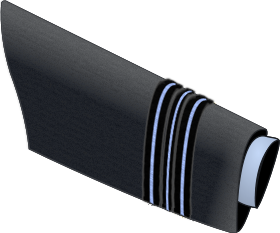
Uma manga de líder de esquadrão da RAF em uniforme de gala No.1

## Outras forças aéreas
O posto de líder de esquadrão também é usado em um número de forças aéreas na Commonwealth, incluindo a Força Bangladesh Air (BAF), Força Aérea Gana, Força Aérea Indiana (IAF), da Força Aérea da Namíbia, Força Aérea Sri Lanka (SLAF), Força Aérea do Paquistão (PAF), Força Aérea Real Australiana (RAAF), Força Aérea Nigeriana (NAF) e Força Aérea Real da Nova Zelândia (RNZAF). Ele também é usado na Força Aérea egípcia, Força Aérea Grega, da Força Aérea Real de Omã a Royal Thai Air Force e a Força Aérea do Zimbábue.

A Royal Canadian Air Force (RCAF) usou a patente até a unificação das Forças Canadenses em 1968, quando os títulos de patente do tipo exército foram adotados. Os líderes de esquadrão canadenses foram renomeados como majores. No uso oficial franco-canadense, o título de patente de um líder de esquadrão era Commandant d'aviation. O posto equivalente da Força Aérea Chilena, em espanhol chileno, é comandante de escuadrilla ou comandante de esquadrão.

Uma manga / insígnias RAAF do ombro do líder do esquadrão.
Uma insígnia de ombro / manga de líder de esquadrão RNZAF.
Uma insígnia de patente de Episminagos (líder de esquadrão) da Força Aérea Helênica.
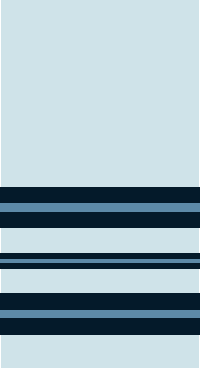
Insígnia de patente de líder de esquadrão da Força Aérea Indiana.
Insígnia de patente de líder de esquadrão da Força Aérea da Namíbia.
A RTAF insígnias do líder do esquadrão.
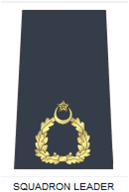
Uma insígnia de classificação de ombro de líder de esquadrão PAF.
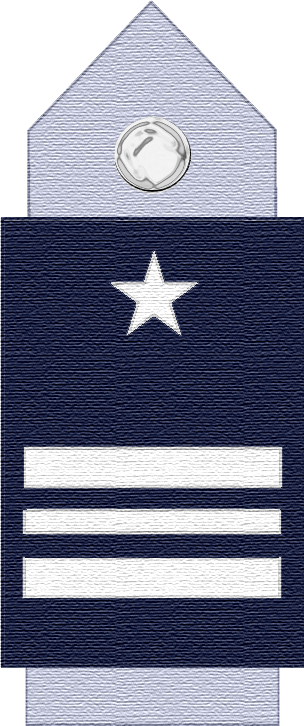
Uma insígnia de classificação de ombro de comandante de esquadrão da FACh.
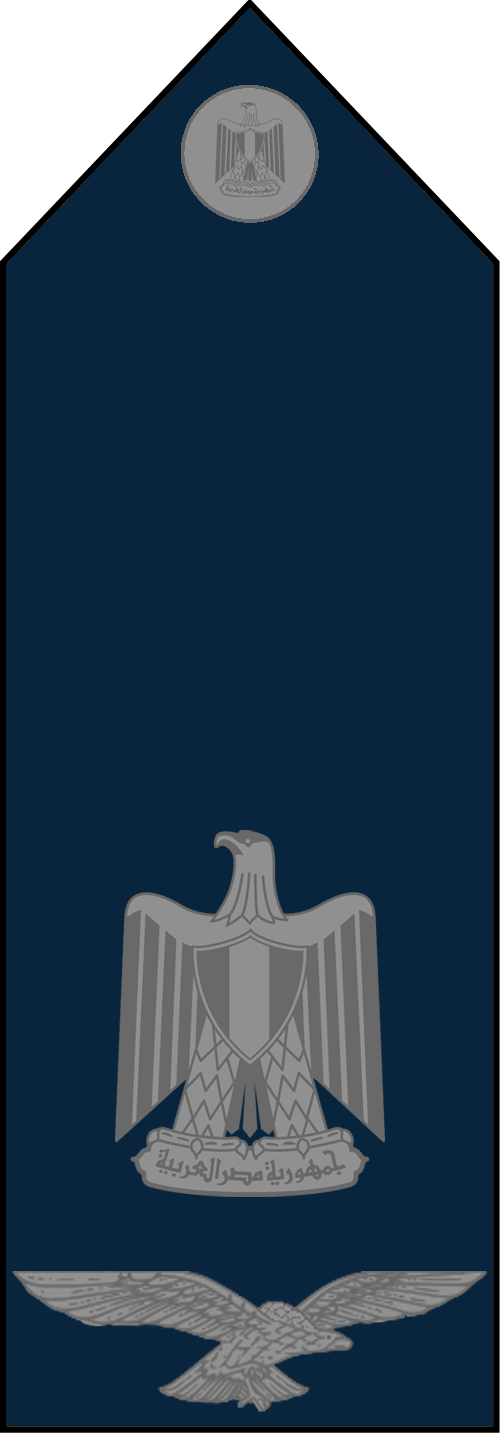
Um EAF insígnias do líder do esquadrão.

## Forças terrestres
Na Cavalaria doméstica britânica e no Royal Armored Corps, "líder do esquadrão" é o título (mas não a patente) frequentemente dado ao comandante de um esquadrão (companhia) de veículos blindados de combate. O líder do esquadrão geralmente é um major, embora na Segunda Guerra Mundial o posto fosse frequentemente ocupado por um capitão.